# Introduction à la métaphysique
Pour des articles plus généraux, voir Martin Heidegger et La philosophie de Martin Heidegger.
Introduction à la métaphysique, dont le titre allemand est Einführung in die Metaphysik [Ga 40], est un livre du philosophe  Martin Heidegger, publié en Allemagne en 1953, et en France en 1958, qui reprend un ancien cours donné par Heidegger sous le même titre au semestre d'été 1935 à l'Université de Fribourg-en-Brisgau. Cet ouvrage est un jalon important entre Être et Temps et l’œuvre ultérieure de Heidegger. Il marque une rupture tranchée avec les cours de Marbourg et Être et Temps de 1927. On y voit, à travers le retour aux paroles les plus anciennes de la philosophie, se constituer une nouvelle lecture de la pensée grecque, comme le montre Jean-François Courtine dans le livre collectif consacré à ce travail.

## Vue d'ensemble
La présente publication intervient au cours de ce que Dominique Janicaud a appelé « l'embellie des années cinquante », que constitue la seconde réception en France de la pensée du philosophe, celle qui s'ouvre avec la publication en 1957 de la Lettre sur l'humanisme, traduite par Roger Munier. Cette nouvelle œuvre (traduction de Gilbert Kahn), si « étrange et si rebutante » qu'elle soit, bouleverse l'horizon de la philosophie contemporaine, ainsi que ce que l'on avait cru comprendre jusqu'ici des propres thèses de l'auteur, à la suite d'Être et Temps. En raison de ses innovations sémantiques, le livre contient en dernière partie un important lexique concernant toute une série de mots nouveaux que le traducteur a été amené à inventer pour rendre compte de la diversité des expressions allemandes et de l'extraordinaire nouveauté des concepts mis en jeu à cette étape du chemin de pensée du philosophe (voir Avant propos du traducteur Gilbert Kahn).
Il s'agit de penser la métaphysique à partir de son propre fondement. Servanne Jollivet, définit le projet de ce cours ainsi : « en donnant la possibilité à la métaphysique de faire retour sur son propre questionnement c'est le fondement latent de notre histoire qui est découvert [...] L'histoire qui est nôtre peut alors être reconduite à l'histoire de l'être comme à son impensé » faire ainsi l'épreuve de son historicité en quoi peuvent  être ressaisies des possibilités oubliées.
Ce cours est, entre tous, celui qui expose le plus explicitement le passage de la question orientée sur le « sens de l'être », Sinn des Seins, qui est celle d'Être et Temps, à celle de l'« histoire de l'être » Geschichte des Seins, qui sera désignée comme question de « la vérité de l'être ». Jean-François Courtine  rappelle le souci de Heidegger de faire apparaître la continuité du mouvement de pensée qui conduit de Être et Temps de 1927 à ce cours de 1935. « Pour tous les lecteurs, l' Introduction à la métaphysique aura été un document décisif pour comprendre le chemin parcouru par Heidegger, dans les années 1930, et cerner le fameux « Tournant » qui le caractérise; le cours inaugurait en effet une nouvelle lecture de la pensée grecque, en reprenant les paroles les plus anciennes de la philosophie (Héraclite et Parménide), mais aussi la poésie tragique Eschyle et surtout Sophocle », écrit Jean-François Courtine.

## La question de l'être

### L'état de la question
Dans le chapitre premier, Heidegger fait un large tour d'horizon de l'état de la « question de l'être » dans la philosophie contemporaine. Simple mot « vapeur ou erreur » selon Nietzsche, l'être ne nous est manifestement plus rien. Tout ce qui compte, c'est l'étant, la science, les résultats. Malgré toutes les velléités de résurrection de la métaphysique, la question de l'être reste recouverte. Jean Greisch en donne sommairement trois raisons : La certitude dogmatique que l'être est le concept le plus universel qui interdit toute définition par genre ou espèce, Cette indéfinissabilité signifie que l'être ne saurait être conçu à l'instar d'un étant. Enfin, ce concept serait tellement évident qu'il dispenserait une analyse plus poussée. D'ailleurs, si l'être n'est qu'au fond un concept vague et polysémique qui ne se rencontre que dans les langues indo-européennes (comme le remarque Jean Grondin), à quoi bon y attacher de l'importance ? À noter cependant que ces raisons, bien que pertinentes ne rendent pas justice à la position de Heidegger sur ce sujet, pour lequel l'« oubli de l'être » appartient stricto sensu à l'essence même de la métaphysique. Cet « oubli », si souvent évoqué par Heidegger, devient ce qui caractérise la métaphysique dès sa naissance au point d'être le destin de toute une époque.
La question dite « question de l'être », qui court tout au long de la métaphysique, signifie selon l'interprétation courante, depuis Anaximandre jusqu'à Nietzsche, questionner sur l'étant « comme tel » et non sur l'Être lui-même, c'est questionner sur l'« étantité » ; ce ne serait, selon Heidegger, qu'à partir de son propre ouvrage 'Être et Temps, que le « questionner » s'adresse à l'« être comme tel ».
Comme dans toute question relative à l'étant, la question, « qu'en est-il de l'être ? » est incluse informulée dans la question directrice fondamentale comme pré-question. Le concept traditionnel de « être », au sens verbal, avec ses quatre divisions (penser, apparence, devenir, devoir), ignore le néant. Sur ce constat Heidegger invite à s'engager dans une nouvelle fondation, en revenant au point de départ grec, là où se situe l'événement fondamental Grundgeschen de l' « être-Là » occidental (le Dasein occidental), quand l'étant se nommait encore Phusis,.
Le chapitre premier du livre ouvre sur une question insolite : « Pourquoi y a-t-il en général de l'étant, plutôt que rien ? », dont l'examen approfondi tout au long du chapitre, doit permettre selon Heidegger, d'atteindre le cœur de la « Métaphysique ». Questionner jusqu'au bout c'est en cela que consisterait la philosophie résume Martina Roesner.

### Le saut dans la question
Avec cette question, l'homme cherche à embrasser tous les « étants » quels qu'ils soient, elle cherche le fondement de l'étant en tant qu'il est « étant », autrement dit ce qui fait l'« étantité » de l'étant. Comme le suggère Heidegger le second membre de la phrase, « plutôt que rien ? », précise implicitement qu'il s'agit de questionner non vers une quelconque cause, comme nous y incite toute la tradition métaphysique, mais dans une tout autre direction et dimension, celle que constitue l'étant en liaison avec son alternative propre, le « non-étant », c'est-à-dire, le « néant ». Heidegger qualifie cette question alternative, de question de toutes les questions, dans la mesure où elle est implicitement co-demandée en toute question. La prise en compte du néant à titre d'alternative possible, n'est pas neutre, elle inflige à la question de l' « être », une courbure nouvelle et fondamentale, un retournement nous dit Christian Sommer.
À ce niveau de généralité, la question, le « questionner » (l'acte), mais aussi l'être humain ou Dasein qui pose la question lui-même, se trouvent concernés, ils sont eux aussi, en tant qu'étant, compris dans l'étant questionné et tombe derechef dans la même alternative (la co-appartenance de l'être et du néantt) ; compris dans l'étant mais aussi en quelque sorte, détaché, au dehors, faisant face. Comme le signale Heidegger « La question sur le pourquoi se place pour ainsi dire en face de l'étant dans son ensemble, et par là s'en dégage, quoique jamais complètement ». De ce fait le cours expose le questionnement métaphysique initial « au choc en retour de la question sur son propre pourquoi ». Le « pourquoi » de la question métaphysique est lui aussi en tant que tel questionné. Questionner ainsi c'est pour Heidegger, philosopher. Le saut dans la question commence par se détourner de tout fondement inébranlable et certain,.
L'expérience faite ici donne l'apparence « d'un saut » par laquelle l'homme abandonne toute espèce de sécurité antérieure réelle ou apparente. Courir le risque de questionner jusqu'au bout, en questionnant la question et ainsi de suite, jusqu'au vertige, quand cela se produit, quand tout vacille, est, pour Heidegger, le propre de la philosophie. Ce qui est remarquable dans la question fondamentale ainsi formulée et interprétée, c'est que l'étant est maintenu, dans la possibilité du néant. Christian Sommer signale le rapprochement qu'effectue Heidegger avec une longue tradition qui remonte à Parménide sur la nécessité de penser conjointement l'être et le néant.
Le fait que le « non-être », le néant soit une possibilité toujours présente, conduit à délaisser toute interprétation causale et à tourner le regard vers l' « événement de l'être », qui est ici l'événement même du questionnement. Cet événement prendra ultérieurement le nom de Ereignis, sommé de réfléchir sur son propre pourquoi. L'événement de cette question considérée comme essentielle est qualifié d'« historial », geschichtlich,, « car comme Heidegger le souligne, une telle question en ouvrant à des possibilités non scrutées, renoue avec le commencement, aiguise et aggrave le présent », ce que la Science dite historique ne peut pas faire. Françoise Dastur, parle d'un regard « historial » parce que ce regard révèle les rapports essentiels à l'étant, transporte symboliquement le Dasein historique au lieu de sa provenance, lieu à partir duquel seulement il peut se comprendre, être compris et assumer librement sa propre histoire.
Le remarquable, dans la question fondamentale consiste en ce que l'étant est maintenu dans la possibilité du non-être, notamment en raison de la deuxième partie de la question « Pourquoi y a-t-il en général de l'étant ; plutôt que rien ? ». Il en est ainsi de tous les étants naturels ou autres, hommes ou dieux, mais tout aussi bien du "pourquoi du questionner" qui est en soi un étant. Mais aussi encore, de notre "Être-Là" questionnant, qui du fait de cette question se maintient pour ainsi dire de lui-même en suspension, à moitié étant, à moitié non-étant.
Par cette espèce de flottement, il semble que la question ne porte plus sur l'étant, mais sur l'« être », dont il s'agit de savoir pourquoi l'étant comme tel est, d'où, il suit, selon Heidegger, que la question adressée directement à l'étant en abrite une autre plus originaire, une question essentielle implicite et préalable : « qu'en est-il de l'être ? » souligne Christian Sommer.
Cette alternative, entre être et non-être, cette possibilité qui se révèle à travers la question, appartient à l'étant lui-même, elle n'est pas de notre fait, une simple curiosité psychologique, comme lorsque nous questionnons sur l'être de l'étant en tant que tel, nous questionnons implicitement au préalable vers l'être, que nous devons déjà comprendre implicitement en quelque façon en tant qu'être, sinon nous ne pourrions interroger l'être d'aucun étant précise Heidegger.
Comprendre l'être trouve ses conditions de possibilité dans l'existence même de l'homme, lequel n'entretient de rapport avec l'étant, comme il apparaît dans la question fondamentale, que sur la base d'une ouverture préalable au néant, c'est-à-dire à l'être de l'étant.

### La provenance
Heidegger écrit : « L'histoire comme « provenance » ne signifie pas pour nous quelque chose comme le passé  [...] elle n'est pas non plus la simple actualité d'aujourd'hui qui ne provient pas mais qui venant et passant se passe seulement [...] Dans le « questionner », notre « être-Là » (le Dasein) est convoqué devant son histoire, c'est-à-dire devant sa « provenance », appelé auprès d'elle pour se décider en elle ». Dans la question, il y a la possibilité pour l'« être-Là » humain de retrouver ce qui fonde depuis toujours son rapport essentiel à  l'étant comme tel en totalité et d'ouvrir ainsi, sur des possibilités et des avenirs ignorés. Pour cela il convient de répéter le commencement de notre Dasein historial afin de trouver les voies d'un autre commencement. La répétition ne consiste pas en un simple retour mais à « requérir ce qui portant notre propre histoire, n'en reste pas moins imperceptible aux yeux des historiens ».
En exhumant l'héritage, (ce livre)  vise à frayer un chemin qui peut nous permette de comprendre ce qui nous détermine et de saisir notre tradition à la source, c'est-à-dire, « d'entrevoir à partir de la situation qui est la nôtre l'événement même qui advint pourtant autrefois (qui se répète aujourd'hui), comme il adviendra à l'avenir » écrit Servanne Jollivet,.
Si la première partie de l'ouvrage vise à  montrer la puissance celée de la question à l'époque du nihilisme, la seconde partie s'attache à retrouver les traces de ce qui nous reste de relation à l'être à travers la portée linguistique et l'étymologie du mot « être ».
Par retour au commencement, il faut entendre, retour au commencement grec, qui n'a pourtant d'autre visée que de mettre au jour, dans les paroles des premiers penseurs, la dynamique de ce qui fait histoire. Marlène Zarader souligne l'intérêt de se pencher sur ce qu'elle appelle, les paroles fondamentales Phusis, Logos, Alètheia en tant que mots dépositaires d'une expérience impensée.

### L'histoire de l'être comme destin

#### Quand l'étant se nommait Phusis
C'est sur la base d'une expérience fondamentalement poétique que les Grecs ont appris ce qu'était la φύσις et pu par la suite comprendre, sur la base de cette ouverture originaire, la nature au sens restreint comme nous la comprenons. Pour les Grecs, la φύσις embrasse absolument tous les étants, choses naturelles ou autres, hommes ou dieux, choses physiques ou idées, considérées dans leur pure apparition, dans la naïveté d'un regard que nous avons perdu depuis longtemps. La φύσις sera : « ce qui s'épanouit de soi-même, le fait de se déployer en s'ouvrant et, dans un tel déploiement de faire son apparition, de se tenir dans cet apparaître et d'y demeurer ».
Ce que Heidegger découvre dans la vision qu'ont les anciens Grecs de la φύσις notamment dans les œuvres des tragiques, Sophocle particulièrement, c'est une φύσις qui concerne tous les étants, qui tous ont pour caractéristique principale d'émerger dans un pur auto-déploiement, correspondant à un « manifester de l'être lui-même », sans qu'il soit nécessaire de prendre en considération le regard préalable d'un observateur.
La φύσις étendue à l'entièreté de l'étant  « c'est l'être même grâce auquel seulement l'étant est observable »  nous dit Heidegger ; « le nom propre de l'être » renchérit Jean Grondin, ce à quoi les Grecs doivent faire face c'est la surabondance, l'« afflux de l'être », voire sa violence, nous dit Gérard Guest,; violence à laquelle les hommes opposent leur contre-violence, constituée de ruse, la Métis, et de mesure (de techné (τέχνη ). À la page 165 de l'édition Gallimard se trouve la première occurrence de la notion de « Machenschaft » remarque Jean-François Courtine. Heidegger consacre quelques lignes à instruire un lien généalogique entre Machenschaft contemporaine et techné grecque.
Interroger sur la φύσις, c'est interroger « l'étant comme tel » dans son étantité, mais aussi, « l'être comme tel », ces deux questions n'en faisant qu'une pour les anciens Grecs. Ce « questionner » est par essence métaphysique, mais aussi intégralement historique.

#### De l'«étant comme tel» à  l' «être comme tel»
C'est dans ce cours (p.30), fait remarquer Laszlo Tengelyi qu'a été clairement établie, la distinction entre la question qui s'adresse à l'être de l'étant et la question visant directement l'Être sans égard à l'étant. La première peut être est considérée comme la question directrice de toute l'histoire de la philosophie ou métaphysique, l'autre qui vise l'Être comme tel, est qualifiée par Heidegger de « question fondamentale ». La question qui concerne « l'être comme tel, est d'essence et d'origine différente » de la question adressée à l'étant affirme Heidegger. Pour celui qui questionne vers l'« être comme tel », il est clair que celui-ci reste « l'oublié » de la métaphysique, qui ne vise dans la « question de l'être » que l'être de l'étant.
Dans la pensée du philosophe, cet oubli qu'il théorise sous le thème d'« oubli de l'être », n'est ni une erreur, ni un péché originel des métaphysiciens ; c'est l'être lui-même, en se retirant, qui se présente sous les auspices de l'oubli. La Léthé fait partie de l'alètheia.
L'« oubli de l'être », si souvent évoqué, et par lequel Heidegger caractérise l'histoire de la métaphysique, va s'avérer être le destin de toute une époque. « Sous le signe de la science positive et de son application technique, cet oubli se précipite vers son achèvement, ne laissant plus rien subsister à côté de lui qui puisse bénéficier d'un être plus authentique dans quelque monde réservé au « sacré » » note Hans-Georg Gadamer,.

#### Le combatπόλεμοςest l'essence de tout étant
« Πόλεμος πάντων μὲν πατήρ ἐστι, πάντων δὲ βασιλεύς, καὶ τοὺς μὲν θεοὺς ἔδειξε τοὺς δὲ ἀνθρώπους, τοὺς μὲν δούλους ἐποίησε τοὺς δὲ ἐλευθέρους. »

— Heidegger, Introduction à la métaphysique, op. cit., page 72.
Jean-François Courtine parle, à propos de ce texte célèbre qui a connu de multiples traductions, d'une nouvelle occurrence du fragment 53 d'Héraclite, trop souvent mal interprété, où il est dit, « le conflit est père de toute chose », déjà exposé dans un cours de 1933-1934 consacré à Vom Wesen der Wahreit. Heidegger comprend le πόλεμος (polemos). Dans une lettre à Carl Schmitt rapportée par Jean-François Courtine, il précise que toute explicitation du fragment doit se tenir en référence au concept de vérité.

### Être et paraître
Heidegger, prend le contre-pied de l'opinion traditionnelle qui les tient pour antinomiques, en avançant l'idée qu'Héraclite et Parménide disent au fond la même chose quant au devenir,, pour insister plus longuement sur l'autre distinction : celle de « l'être et du paraître » qui lui permet d'exhiber le rôle majeur de la doxa (δόξα) dans la détermination de l'être grec.
En prenant appui sur le sens positif du verbe paraître comme dans l'expression l'« enfant paraît », Heidegger, selon Jean Greisch, montrerait sa compréhension grecque du phénomène et de la phénoménologie. Il confirmerait ainsi l'ordre de dérivation des trois significations irréversibles des modes du paraître: l'éclat et le brillant d'une chose; l'apparaître entendu comme manifestation; et enfin l'apparence purement illusoire de ce qui donne le change,.

#### Le combat de l'être et du paraître
Entre les points de vue du paysan qui voit le soleil se lever et celui de l'astronome qui sait que la terre tourne se confrontent deux vérités qui, n'étant pas du même ordre, ne peuvent s'invalider. C'est le combat entre l'être et le paraître que les Grecs ont mené ardemment, jusqu'à ce que Platon vienne l'interrompre avec sa théorie de l'idea intemporelle considérée dorénavant comme l'être véritable.
Pour Heidegger, c'est l'Œdipe roi qui est l'expression la plus parfaite de la tragédie du paraître. « Œdipe, qui au début, est le sauveur et le maître de l'Etat, dans l'éclat de la gloire et la grâce des dieux, est expulsé de cette apparence, laquelle n'est pas une simple vue subjective qu'Œdipe aurait de lui-même, mais ce en quoi a lieu l'apparaître de son être là ».
Finalement la dés-occultation de son être le révélera comme meurtrier de son père et mari incestueux de sa mère. « La vérité assiège la ville », selon l'expression de Heidegger lui-même, alors qu'Œdipe avance vers elle d'un pas résolu, vérité que, finalement, il ne pourra supporter, au point de se crever les yeux. Heidegger voit dans ce mythe l'expression de la passion de l'homme grec pour le dévoilement de l'être, pour son combat. L'être en tant qu'apparaître, l'être d'apparence, n'est pas moins puissant que l'être de l' alètheia, du non voilé. Heidegger renvoie aussi à ce poème tardif de Hölderlin où il est dit que  « le roi Œdipe a peut-être un œil de trop ».

#### L'être aime à se cacher
Dans son fragment numéroté 123, Héraclite aurait déclaré « Φύσις κρύπτεσθαι φιλεῖ », soit « l'être aime à se cacher », selon l'interprétation de la phusis par Heidegger qui, ici, dans l'esprit de cette sentence, est conduit à affirmer non seulement la puissance du paraître, mais aussi que l'être de la phusis offre des évidences et des vues qui, selon ce qu'il en est du paraître et, par suite, nécessairement et constamment, présente une évidence qui justement couvre et garde latent ce que l'étant est en vérité, c'est-à-dire, ce qu'il est dans la non latence.

## L'être de l'homme dans le Tournant
C'est dans le quatrième chapitre de l'Introduction à la métaphysique, à l'occasion du « recadrage », selon l'expression de Jean Greisch de la question de l'être par rapport aux distinctions traditionnelles, [devenir, apparence, penser, devoir-être], qu'un nouveau dessin de l'être humain se fait progressivement jour. Dans ce parcours, relève Françoise Dastur, Heidegger va s'appuyer au moins autant sur les paroles fondamentales des penseurs présocratiques Héraclite et Parménide que sur les poèmes et les tragédies, notamment Antigone et Œdipe roi, de Sophocle.
Dans la partie consacrée à la scission entre « Être et Penser », Heidegger expose à ce propos, sa vision de l'être de l'homme, qu'il fait précéder d'un long développement, remontant jusqu'à son origine, sur l'origine et l'essence de cette scission. La compréhension de l'être de l'homme serait étroitement dépendante de la compréhension de cette scission La distinction entre les deux notions « Être et Penser », qui dans la langue des présocratiques se nommaient Logos et Phusis, prend naissance à partir d'une co-appartenance première, d'une appartenance originaire de la pensée à l'être. L'expérience grecque de l'être se dit Phusis. Tout le travail d'Heidegger a consisté, à partir d'Héraclite, à rapprocher « Phusis » et « Logos », ce dernier étant aussi à l'origine de la « pensée », à une époque où la distinction entre « pensée » et « être » ou « Phusis » n'a pas lieu d'être.
Il s'agit donc pour Heidegger de les accueillir et de les comprendre autrement que ne l'a fait la tradition, notamment quant à la Logique héritière du Logos archaïque, dont la prétention à se définir comme doctrine du penser serait exagérée.

### La question préalable du sens du Logos
Il y a une énigme du Logos, car si la signification précoce a bien été « le dire et le discours », expose Heidegger, sa signification originelle est autre; cette autre signification s'est estompée, et le dire ou le discours n'en sont qu'une signification dérivée. C'est à partir de l'étymologie du terme λόγος et particulièrement de sa forme verbale λέγειν, que Heidegger va chercher ce sens originaire, qui lui apparaîtra comme un « cueillir », un « récolter », un « mettre à l'abri ». Au terme d'une longue méditation, sur le dire des penseurs initiaux Héraclite et Parménide, le mot de λόγος, substantif du verbe λέγειν, n'aurait pas pour signification première « ce qui est de l'ordre de la parole, mais ce qui recueille le présent, le laisse étendu-ensemble devant et ainsi, le préserve en l'abritant dans la présence »,.
« Le λόγος, à travers cette thèse, se dote de trois déterminations essentielles complémentaires », que résume Éliane Escoubas à savoir : « la constance, la permanence, ce qui rassemble et tient ensemble,[...] et ce qui se déploie souverainement en son règne ». Le fragment 50 d'Héraclite énonce : (« si ce n'est pas moi mais le λόγος que vous avez entendu, il est sage de dire, en conformité avec lui : Un est Tout »). Ce fragment 50, est considéré comme le fragment clef pour la suite de la compréhension du λόγος. La sentence ouvre la voie à une double interprétation, deux modalités d'audition : soit l'entente des simples paroles humaines d'Héraclite, soit l'écoute du λόγος dans les paroles d'Héraclite, à travers les paroles d'Héraclite, ce qui traduit une autre espèce d'écoute et d'entente. « Le λόγος amène ce qui apparaît, ce qui se produit et s'étend devant nous, à se montrer de lui-même, à se faire voir en lumière ». De son côté Parménide dit, dans l'interprétation d'Heidegger, non pas « la pensée et l'être sont le même mais, appréhender et être s'entre-appartiennent réciproquement ».
« Si la pensée n'est pas une possession de l'homme mais que, tout au contraire c'est elle qui le possède », selon ce que Heidegger retire de la lecture des présocratiques, et aussi de la poésie tragique grecque, alors la question « qui est l'homme ? »» ne peut être posée qu'à travers la question de l'« être »,. Heidegger en déduit que « l'appréhension n'est pas une faculté que l'homme possède mais au contraire un événement qui possède l'homme ». Ce qui se découvre dans cette parole c'est « l'entrée en scène de l'homme, en pleine conscience, en tant qu'homme historial (gardien de l'être) ». Heidegger poursuit en tentant de fixer quelques points de repère dont entre autres : La détermination de l'essence de l'homme n'est jamais une réponse, mais essentiellement une question; La question « qui est l'homme ? » ne peut être demandée qu'à travers la question sur l'être ; De l'être qui s'ouvre à lui, il a à le transformer en étant, et à se constituer en celle-ci; La question sur son être propre doit passer de la forme Qu'est-ce que l'homme ? à Qui est l'homme ?
Ne se jugeant pas en mesure de comprendre directement la pensée des premiers philosophes, Heidegger va demander une aide à la poésie, en sollicitant le premier chœur de l'Antigone de Sophocle, dont il pense qu'elle nous livre une esquisse de l'être de l'homme pour les Grecs archaïques.

### La structure du premier chant
Jean Greisch recense les trois caractères principaux qui, selon Heidegger, ressortent sur ce qui est dit du Dasein de l'homme dans la tragédie grecque.

#### Un être aporétique
D'abord il ressort que l'homme est un « être » métaphysiquement impossible à définir dont l'essence historiale, ne s'expose que dans l'événement que constitue l'irruption de l'être lui-même.
Ce n'est que dans son rapport à ce dont il provient [historialement] que l'homme en questionnant vient à lui-même.
L'homme grec est comme Ulysse celui de toutes les aventures, notamment maritimes, celui qui fait l'expérience des passages difficiles, mais aussi des passages impraticables, « sans issue », c'est-à-dire, de ce que la langue philosophique appellera des « apories ». Sans domicile fixe, le héros grec éprouve l'inquiétante étrangeté de l'étant. Condamné à des aventures sans issue, ἄπορος, chante le vers 360 du chœur d'Antigone, que Heidegger traduit par le « Rien », l'homme est condamné à affronter la puissance du Rien, « Menschen zum Platzhalter des Nichts ».

#### Le plus inquiétant des animaux
Dans Être et Temps déjà, avec la Befindlichkeit, ou disposibilité, et le rôle de l'angoisse, le Dasein faisait l'expérience de l'étrangeté du monde que Heidegger résumait dans le concept de Unheimlichkeit, [voir aussi article Dasein,] où domine le sentiment de « non-appartenance », en vertu duquel le Dasein est toujours étranger dans son monde, même le plus familier, comme il est étranger lui-même pour lui-même. l' Unheimlichkeit  de Être et Temps se transforme en Heimatlosigkeit ou absence de lieu natal.
La même perspective est encore accentuée, selon Françoise Dastur, dans l'Introduction à la métaphysique notamment à travers l'interprétation du premier chœur de l'Antigone de Sophocle, dans lequel l'homme se trouve qualifié de Deinos, δεινός, c'est-à-dire effrayant ou qui frappe l'imagination, aux deux sens passif en tant qu'exposé à la violence de l'étant, qu'actif comme participant de cette même violence. Heidegger utilise, pour appuyer son propos, la traduction possible de « non familier » pour δεινός, Unheimlich en allemand, au sens d'extraordinaire. Cette dernière traduction rejoignant celle que Heidegger allait faire du fragment èthos anthropô daimôn d'Héraclite. Heidegger en conclura que la meilleure définition grecque de l'homme est Deinatoton, l'être « le plus inquiétant », en tant que trait fondamental de l'essence de l'homme « auquel les autres traits doivent toujours être rapportés ».

#### Un animal politique
Les Grecs attribuaient aussi un autre sens au terme de Deinatoton, celui de violence, violence de la phusis, contre violence de l'homme. Ce dernier n'est qu'un incident, un événement qui s'intercale dans la phusis, dans le jeu de puissances déchaînées qui se déploient et font leur entrée sur la scène du monde. Exposé, l'homme grec est une brèche à partir de laquelle la puissance de l'être fait irruption.
Au sens grec, le terme doxa, δόξα, est utilisé pour glorifier un dieu ou un guerrier. Pour le guerrier, par la glorification de ses exploits, il s'agit d'asseoir une renommée qui porte au-delà de la mort et dont l'effet le plus marquant consiste à lui donner aux yeux de tous un supplément d'être.

### La sur-interprétation heideggerienne
Heidegger ne s'en tient pas à ce qui est dit littéralement dans le poème :
Phusis et techné [l'agir humain] vont nécessairement de pair. La phusis a besoin de la techné pour apparaître.
L'homme est le plus unheimlich, [étranger] parce qu'il est tenu par l'être, au risque de troubler la quiétude du foyer, de s'en évader pour permettre l'irruption de la puissance subjugante de la phusis.
Le créateur est celui qui pousse cette violence le plus loin, il n'est qu'une brèche pour la déclosion de l'être qui laisse les puissances déchaînées de la phusis se déployer et faire leur entrée dans l'œuvre du créateur, en tant qu'histoire.
Il n'est pas question ici d'hubris ou de démesure, mais de nécessité métaphysique.

## Philosophie et christianisme
Martina Roesner voit dans L'introduction à la métaphysique, « un résumé des motifs principaux autour desquels gravite la critique formulée par Heidegger contre le christianisme et la philosophie chrétienne ». La position critique d'Heidegger s'inscrit dans un virulent contexte polémique des années 1930, en Allemagne, quant au rapport entre la foi et la philosophie dont l'un des enjeux portait sur le droit de l'Église catholique allemande de créer des chaires de « philosophie chrétienne » relevant non pas de la faculté des lettres mais de la faculté de théologie.
Chez le premier Heidegger en dépit d'une critique impitoyable à l'encontre d'une « philosophie chrétienne » dénuée pour lui, par principe, de tout intérêt scientifique, le christianisme gardait toute sa valeur, en tant que paradigme de la « vie facticielle », comme le révèle son cours sur la Phénoménologie de la vie religieuse. Si d'une part, la théologie est censée avoir besoin de la philosophie pour élucider l'origine existentiale de ses concepts fondamentaux, les contenus principaux de la pensée chrétienne, de leur côté, ont influencé, infléchi ou obscurci la signification initiale des concepts fondamentaux de la philosophie.
Heidegger, dans l'Introduction à la métaphysique, s'inspire d' Héraclite pour exclure le Dieu chrétien du centre de la préoccupation philosophique et réinstalle « le monde puis la terre comme motifs fondamentaux de la pensée [...] Ce n'est plus un étant particulier ou une structure éternelle et immuable qui incarnent le principe de la pensée et la rationalité de l'étant, c'est au contraire l'action violente de l'homme en tant que Dasein essentiellement fini et mortel qui en rassemblant l'étant dans ce lieu d'ouverture qu'il est lui-même, le rend accessible et compréhensible dans son être ».

## Une incidente: la geo-philosophie de l'Introduction
C'est dans ce cours que se trouvent de célèbres considérations quant à la situation spirituelle de l'Allemagne qui serait prise en étau entre l'Amérique et la Russie (p.48). Ces considérations inscrites dans le chapitre premier, sorties de leur contexte théorique, sont avec le discours du Rectorat dédié à L'auto-affirmation de l'université allemande, « l'un des passages obligés de toute interprétation de l'engagement politique de Heidegger », écrit Marc Crépon.